# کریستینا هندریکس
کریستینا هندریکس (به انگلیسی: Christina Hendricks) (زاده ۳ مهٔ ۱۹۷۵) بازیگر، سینما و تلویزیون، اهل ایالات متحده آمریکا
در ناکسویل، تنسی به دنیا آمد. وی درفیلم‌های سینمایی زندگی آن‌طور که می‌شناسیمش، راندن، شیطان نئونی و جدایی ایفای نقش داشت. کریستینا هندریکس در سریال‌های بابای آمریکایی!، بخش فوریت‌های پزشکی، من نمیدونم، جینجر و رزا، جیب خدا، زن آمریکایی، آبنبات شیشه‌ای، لئونی، رودخانه گمشده، خانه شوم و مد من نقش آفرینی داشت که سریال مد من چهار بار موفق به کسب جایزه امی شده است.

## حواشی فیلم زیبایی آمریکایی
در پوستر فیلم زیبایی آمریکایی تصویر دست یک دختر جوان به همراه گل رز است که این تصویر متعلق به کریستینا هندریکس است و او در مراسم اهدای جوایز بفتا این موضوع را تأیید کرد.

## افتخارات
- کسب چهار جایزه امی به خاطر سریال مدمن
- ششمین زن زیبای سال ۲۰۱۲ به انتخاب مجله پیپل
- کریستینا هندریکس به عنوان یکی از زیباترین زنان جهان در لیست جهانی BWC ثبت شده‌است.